# Тамбовское (Калининградская область)
Тамбовское — посёлок в Багратионовском районе Калининградской области. Входит в состав Гвардейского сельского поселения.

## История
В 1910 году в Фирцигхубене проживало 217 человек, в 1933 году, совместно с Карльсхофом, — 329 человек, в 1939 году — 345 жителей.
В 1946 году Фирцигхубен и Карльсхоф были объединены в поселок Тамбовское.

## Население
| 2002 | 2010 |
| ---- | ---- |
| 140  | ↘135 |